# Konrad Blomberg
Konrad Blomberg (ur. 1899, zm. 3 października 1947 w Landsberg am Lech) – zbrodniarz hitlerowski, oficer niemieckiej policji kryminalnej i szef Gestapo w obozie koncentracyjnym we Flossenbürgu.
Z zawodu oficer niemieckiej policji (Kriminalpolizei), w której posiadał stopień nadsekretarza (Kriminalobersekretar). Od lutego 1944 do kwietnia 1945 szef obozowego Gestapo (tzw. Wydziału Politycznego / niem. Politische Abteilung) we Flossenbürgu. Współodpowiedzialny za liczne egzekucje dokonywane na więźniach w tym okresie. Następnie dowodził także czwartą kolumną więźniów podczas marszu śmierci z Flossenbürga do Dachau.
Blomberg został osądzony za swoje zbrodnie w procesie załogi Flossenbürga przed amerykańskim Trybunałem Wojskowym w Dachau. Skazano go na karę śmierci, którą wykonano przez powieszenie w więzieniu Landsberg w październiku 1947.